# 경자유전의 원칙
경자유전의 원칙(耕者有田-原則, Land to the Tiller)은 농사를 짓는 사람만 농지를 소유할 수 있다는, 즉 소작을 금지하는 원칙이다. 많은 나라에서 토지 개혁의 일환으로 채택되었다. 대한민국에서는 헌법 제121조에 명시되어 있다.

## 채택 또는 제안된 사례
- 대한민국: 대한민국 헌법 제121조, 농지개혁법
- 중화민국[1]
- 베트남: 베트남의 토지 개혁(영문)
  - 남베트남[2]: 남베트남의 토지 개혁(영문)
- 인도[3]: 인도의 토지 개혁(영문)
- 에티오피아: 1960년대~70년대 에티오피아 학생 운동의 화두는 경자유전의 원칙 적용을 비롯한 토지 개혁이었다.[4]

## 같이 보기
- 토지 개혁